# Bobtail
Bobtail o Antiguo pastor inglés es una raza de perro perteneciente a la familia de los Collie.

## Descripción
Es un perro pastor de gran tamaño y envergadura, con una altura que ronda los 63 cm y un peso entre los 30 y los 40 kg. Orejas pequeñas y caídas, recubiertas de pelo, cuello alargado y fuerte, pelo abundante desgreñado y de tacto áspero, con una gama de colores que puede ir desde el negro, gris, grisáceo, azul al blue merle, con o sin manchas blancas en la cabeza, parte baja del vientre o extremidades anteriores. La cola suele ser amputada, o simplemente existen ejemplares que ya nacen sin ella, de ahí su nombre Bobtail que en inglés significa cola cortada; la búsqueda de este rasgo característico se cree que fue por el afán de los criadores ingleses de no pagar impuestos, ya que antes los perros con cola se los consideraba bienes de lujo. Este perro es poseedor de un ladrido característico, grave y penetrante.

## Temperamento

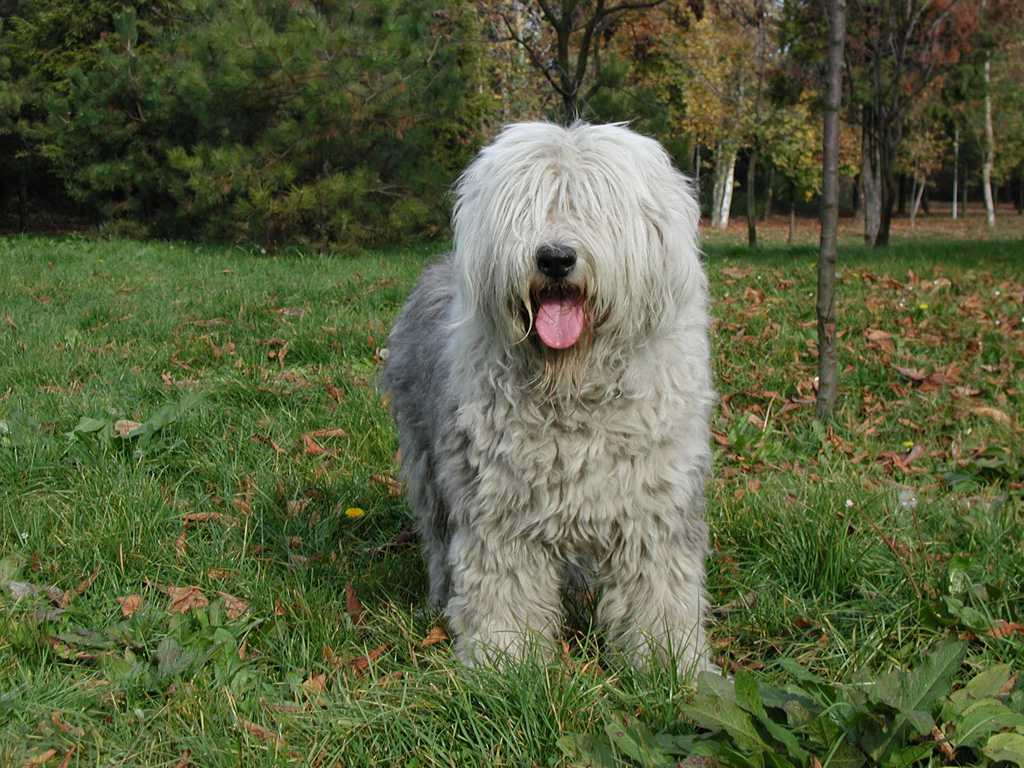
Imagen de la Raza de Perro Boltail

El Bobtail es un perro de carácter tolerante, excelente para la convivencia con niños y otras mascotas. Fiel e inteligente, se adapta a la vida en un piso si es necesario, siempre junto a la compañía de su dueño. Conviene adiestrarlo bien desde pequeño, ya que es receptivo y aprende deprisa.
Necesita una dosis diaria de ejercicio al aire libre, porque de lo contrario podría aburrirse o tornarse destructivo con los muebles de la casa. Como perro familiar no es adecuado para tenerlo encerrado todo el tiempo. Reaccionan y se desarrollan mucho mejor si pueden formar parte de las actividades diarias. Habrá momentos en los que esto no podrá ser así, pero excluirlos totalmente puede acabar dando como resultado un perro desdichado y frustrado.

## Cabeza

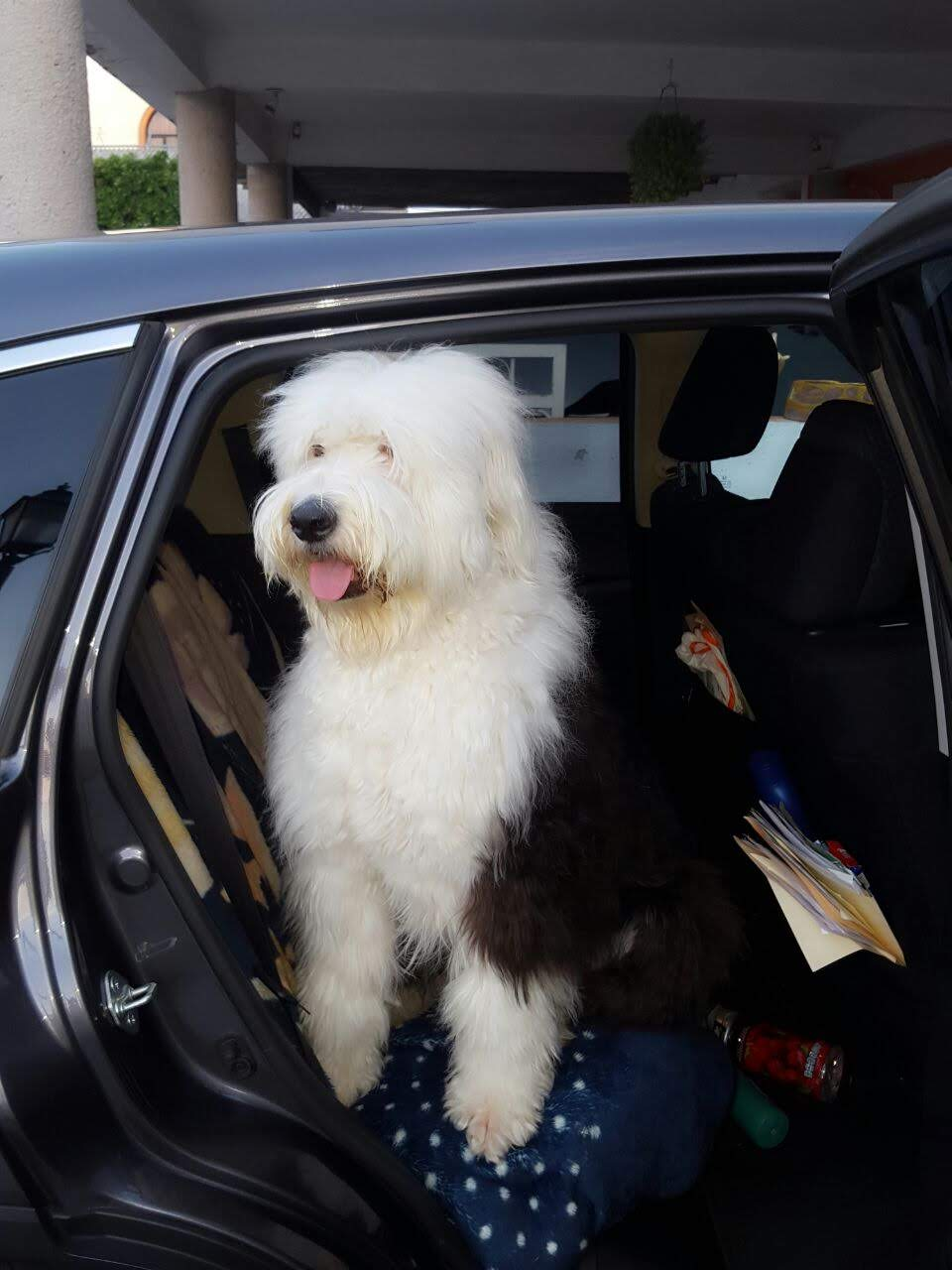
Ejemplar de bobtail color negro.

Su cráneo se caracteriza por ser voluminoso y de forma cuadrada. La región supra-orbitaria está bien arqueada, de igual manera, la depresión naso-frontal está bien definida. Respecto a la región facial, su trufa, que es como se le llama a la nariz de estos perros, es grande y de color negro brillante. Las ventanas nasales son anchas y tienen un hocico fuerte, cuadrado y truncado. El bobtail se caracteriza por poseer dientes fuertes, grandes y bien colocados. Las mandíbulas son fuertes y articulan en forma de tijera, perfecta, regular y completa, es decir, que los incisivos superiores recubren los inferiores en contacto estrecho y están implantados en escuadra en relación con las mandíbulas. La mordida en pinza es tolerada pero indeseable en la raza.

## Pelaje
Abundante, de textura bien áspera; no es liso, pero sí hirsuto y exento de bucles. El subpelo es impermeable. La cabeza y el cráneo están bien cubiertos de pelo. Las orejas están moderadamente cubiertas. El cuello bien cubierto, así como los miembros anteriores sobre todo su contorno. El pelo es más abundante en el tercio posterior que en el resto del cuerpo. 
Cualquier tonalidad de gris, grisáceo o azul, aunque también hay ejemplares negros. El cuerpo y el tercio posterior son de color uniforme, con o sin pequeñas manchas blancas en los extremos de los miembros.  La cabeza, el cuello, las extremidades delanteras y la parte inferior del vientre son blancos, con o sin manchas.
Necesita muchos cuidados con respecto a su pelo, el cachorro comenzará teniendo un pelaje corto y bastante suave que pronto comenzará a crecer y se hará más largo y grueso, por eso el acicalado debe ser diario, para mantener su manto cuidado y sano sin tener la necesidad de cortarle el pelo, ni darse verdaderos atracones de desanudar; la forma más sencilla de actuar es acostumbrarle desde pequeño a un cepillado diario de entre 5 y 10 minutos, que, de hacerse de un modo intenso y profundo, puede ser suficiente para mantener un manto impecable durante toda su vida. Cabe destacar que debido a su espeso pelaje no es una raza recomendada para vivir en lugares calurosos.

## Proporciones importantes
En el perro, estando de pie, la cruz es más baja que el lomo. La cabeza proporcionada al tamaño del cuerpo. La longitud del hocico mide aproximadamente la mitad de la longitud total de la cabeza.

## Historia y orígenes

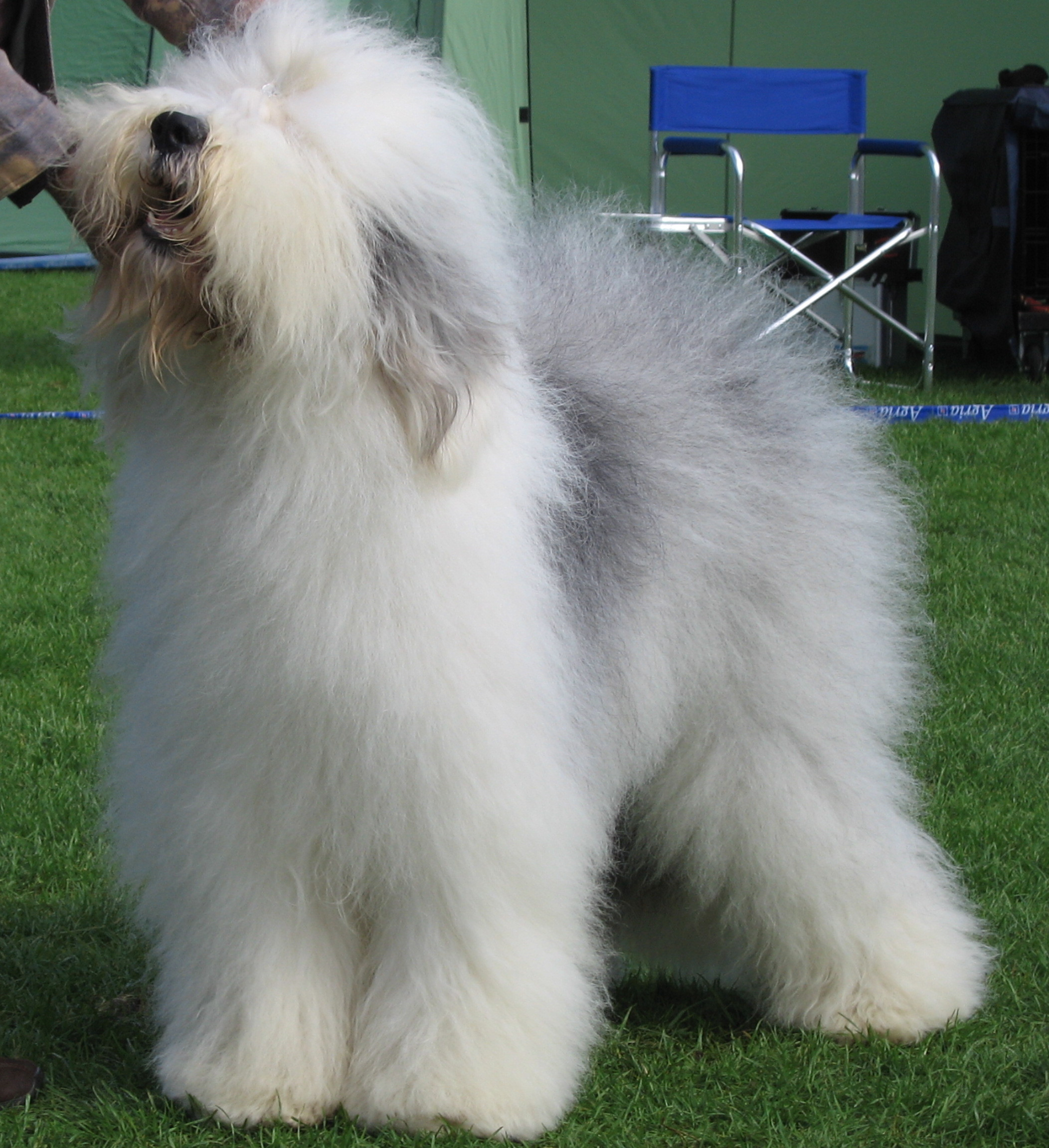
Ejemplar

La raza fue creada en el oeste de Inglaterra, a mediados del siglo XIX, para controlar al ganado ovino y vacuno de la zona rural. Se cree que la raza procede de perros llevados desde el centro de Europa por los romanos, que posteriormente se fueron cruzando con diversas razas de mastín inglés dando lugar al Bobtail.
Casi no se conoce nada del Bobtail antes del siglo XVIII, donde su popularidad se extendió desde Gran Bretaña al resto de Europa, en los siglos XIX y XX, este perro tuvo mucha difusión entre los pastores españoles por sus excelentes condiciones y aptitudes para la guarda de ganado.
Parece ser que el origen de la raza Bobtail proviene de cruces con la antigua raza Ovtcharka. La aportación de sangre del Bearded Collie está casi probada, se sospecha que también podría haber algo de Deerhound y de Caniche. En 1873 se presentó en exposición el primer Bobtail y en 1880, se fundó el primer club de la raza, siendo reconocida como tal, ese mismo año por el "Kennel Club".

## Movimientos
Cuando camina, el posterior se balancea a la manera de un oso. Al trote, la extensión es fácil y la impulsión dada por los posteriores es potente. Los miembros se desplazan en planos paralelos al eje del cuerpo. Galope muy elástico. En movimientos lentos, ciertos perros pueden tener tendencia a marchar en paso de ambladura.
En movimiento, el perro puede adoptar un porte de cabeza naturalmente más bajo.

## Bobtails famosos
- Martha, mascota de Paul McCartney. Según el compositor, fue fuente de inspiración de la canción de The Beatles,  Martha My Dear
- El perro de Eric, Max, de la película "La Sirenita"
- Sam, de la película "Cómo Perros Y Gatos"
- Cú, perro del protagonista Ben en la película irlandesa "La Canción Del Mar"
- Ruffo, de la serie y películas de Daniel el travieso
- Negus, el perro de Callum, el padre de Mary "Lola" Steppe (Lindsay Lohan) en la película "Confessions of a Teenage Drama Queen" Su nombre surgió del nombre de la productora de la película "Negus Productions"